# Casimiro di Brandeburgo-Bayreuth
Casimiro di Brandeburgo-Bayreuth (Ansbach, 27 dicembre 1481 – Budapest, 21 settembre 1527) fu Margravio di Bayreuth dal 1515 alla propria morte.

## Biografia
Egli era figlio del Margravio Federico I e di sua moglie, la Principessa Sofia di Polonia, figlia del Re Casimiro IV Jagellone.
Dal 1498, suo padre gli aveva concesso la posizione di statolder del marchesato durante i suoi lunghi viaggi. Egli governò sotto la guida di esperti consulenti. Nel 1515, Casimiro e suo fratello Giorgio deposero il padre, che aveva notevolmente appesantito le finanze del marchesato con il suo stile di vita sontuoso. Casimiro poi rinchiuse suo padre nella sua residenza al castello di Plassenburg, in una torre da cui suo padre non poté fuggire per 12 anni. Siccome suo fratello fu spesso alla corte ungherese, Casimiro governava il Brandeburgo-Ansbach anche a suo nome.
Il rovesciamento di suo padre ha oltraggiato gli altri fratelli di Casimiro e ha portato a contromisure politiche di vasta portata. Quando il principe elettore Gioacchino I di Brandeburgo visitò Kulmbach durante il suo viaggio ad Augusta e volle chiedere la liberazione del padre di Casimiro, gli fu negato l'accesso al castello di Plassenburg. Il fratello del principe elettore, Alberto di Brandeburgo, si rivoltò contro di lui e si schierò con l'imperatore Carlo V, e fu ricompensato con un cappello da cardinale. La disputa fu risolta quando fu raggiunto un accordo nel 1522, nel quale furono soddisfatte le richieste degli altri fratelli di Casimiro.

## Il coinvolgimento della Lega sveva
Casimiro era un vassallo dell'imperatore Massimiliano I e ha combattuto, nel 1499, al fianco di suo padre e il margravio Cristoforo I di Baden come comandante della Lega sveva contro la Vecchia Confederazione e ha condotto i negoziati che hanno portato alla pace di Basilea. Negli anni successivi, ha continuato ad essere attivo come capo militare e diplomatico al servizio degli Asburgo. Nel 1506 a Schwäbisch Hall contrastò la Lega sveva e nel 1509 partecipò alla Dieta di Worms. Nel 1513, è stato commissario imperiale durante l'assemblea della Lega sveva a Nördlingen. Casimiro e duca Guglielmo IV di Baviera congiuntamente supervisionato la condotta della guerra. Nel 1519 prese parte a misure federali contro il duca Ulrico di Württemberg; nel maggio 1519, comandò 700 cavalieri che avanzavano verso Ehningen.

### Controversie con la città di Norimberga
Tra gli argomenti tradizionali dei Burgravi e dei Margravi con la città imperiale di Norimberga fu una disputa nel 1502 sulla protezione della fiera di Affalterbach. Il consiglio comunale affermò di avere il diritto di proteggere l'enclave di Affalterbach e Casimiro cercò di impedirlo. La situazione degenerò un gioco di potere politico. Forti forze arrivarono ad Affalterbach. Casimiro cambiò rotta e attaccò la periferia di Norimberga. Norimberga dovette ritirarsi da Affalterbach con pesanti perdite e consegnare i loro stendardi, che furono esposti nella chiesa di Schwabach. Questo conflitto è stato immortalato in canzoni popolari.
Casimiro fu successivamente coinvolto in dispute di confine con Norimberga.

### Guerra di Franconia
Casimiro era stato un leader della Lega sveva dal 1499. Nel 1522, tuttavia, cancellò la sua appartenenza, quando divenne evidente che la città imperiale di Norimberga, tradizionalmente nemica del Burgravio di Norimberga, e in seguito dei Margravi di Norimberga, intendeva per iniziare una guerra contro Thomas von Absberg e i suoi alleati. La guerra di Franconia scoppiò nel 1523 e numerosi castelli dei raubritter furono distrutti. La guerra fu documentata da Hans Wandereisen in una serie di xilografie.

## La guerra dei contadini

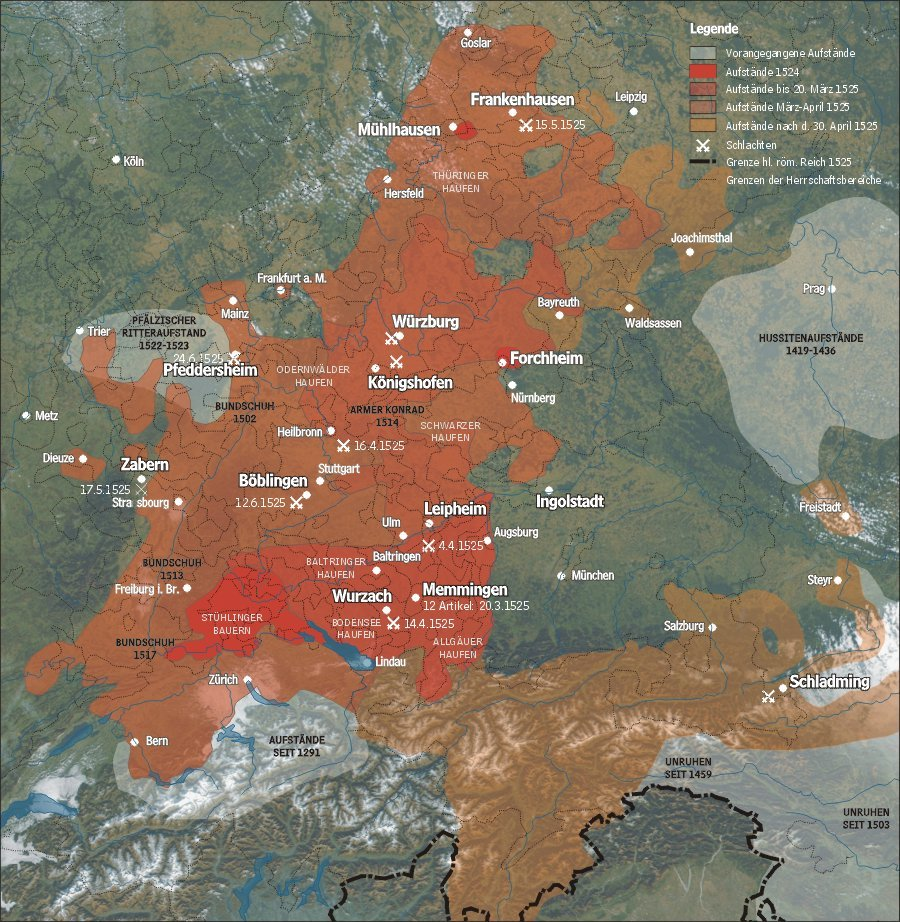
Mappa della diffusione dei disordini durante la guerra dei contadini tedeschi nel 1525.

Le prime azioni della guerra dei contadini tedeschi nel 1525 sono state incursioni nel vicino Vescovato di Würzburg sotto il vescovo Corrado II di Thüngen e nel Vescovato di Bamberga sotto il vescovo Weigand di Redwitz. Nella primavera del 1525 Casimiro e dei principi vicini si riunirono a Neustadt an der Aisch per discuterne. Nel frattempo il vescovo fuggì e i difensori si ritirarono alla fortezza di Marienberg a Würzburg.
Dopo notevoli sforzi finanziari e personali, Casimiro si preparò a respingere le incursioni nel suo territorio. Chiamò a sé i suoi uomini alle armi e assoldò dei mercenari. Il margravio aveva il dovere di proteggere la libera città imperiale di Rothenburg ob der Tauber. A Rothenburg, Casimiro ha vinto la sua prima vittoria sui contadini, e lasciò la città con un ricco bottino. Poco dopo, però, il consiglio comunale si inchinò ai cittadini, che sono venuti a un accordo con i contadini. Casimiro si ritirò a Ansbach. Cercò di reclutare nuove truppe in Franconia, ma si ribellarono. Così Casimiro è stato limitato all'uso di mercenari boemi per difendere i suoi castelli più fortificati.
Gli eserciti dei contadini non organizzati sono stati sconfitti nella zona Würzburg da una coalizione della Lega sveva e altri alleati del vescovo di Würzburg. La loro resistenza e il morale è crollato a causa delle loro massicce perdite. Casimiro, le cui azioni gli valsero il soprannome di " Bloodhound ", preso il sopravvento. Villaggi ribelli, molti dei quali arresi senza opporre resistenza, furono saccheggiati e depredati. Casimiro anche devastato villaggi nel suo territorio: interi villaggi bruciati, e i ribelli sono stati giustiziati.
Secondo quanto riferito, 300 persone uccise solo a Feuchtwangen. Nel Kitzingen, volle dare un esempio: aveva promesso all'ufficiale giudiziario Louis von Hutten che avrebbe risparmiato la vita degli abitanti. Dopo la resa, però, li puni’ duramente tagliando loro l'indice della mano destra e il medio (le "dita del giuramento"), accecandoli e mandandoli  in esilio. Il suo "capitano" Augistin trafisse gli occhi di 58 persone che avevano dichiarato, prima della ribellione, che non "volevano più vedere nessuno margravio". Tali atti erano considerati anche a quei tempi delle atrocità mostruose. Secondo dei rapporti le piazze del mercato di Rothenburg e Schweinfurt erano tinte di rosso del sangue dei ribelli decapitati. Casimiro è stato descritto come lo scagnozzo imperiale, si può presumere che egli abbia agito in conformità con i desideri dell'Imperatore o della Lega sveva. Ha mandato suo fratello Giovanni Alberto a Bayreuth per punire la città per la sua mancanza di supporto.

## Matrimonio
Il 25 agosto 1518, Casimiro sposò Susanna di Baviera, figlia del duca Alberto IV di Baviera. L'imperatore Massimiliano I, lo zio della sposa, partecipò al matrimonio. I suoi stretti legami con la famiglia imperiale erano visibili di nuovo all'incoronazione di Carlo V, dove a Casimiro fu dato l'onore di essere il primo Cutter alla cena dell'incoronazione.
La coppia ebbe cinque figli:
- Maria (1519-1567), sposò Federico III del Palatinato;
- Caterina (1520-1521);
- Alberto Alcibiade (1522-1557);
- Cunegonda (1524-1558), sposò Carlo II di Baden-Durlach;
- Federico (1525).

## Morte
Partecipando come commissario imperiale alla dieta di Augusta nel dicembre del 1525 e a Spira nell'agosto del 1526, Casimiro dimostrò ancora una volta la sua lealtà alla famiglia imperiale degli Asburgo.
All'incoronazione del futuro imperatore tedesco Ferdinando I come re di Boemia nel 1527, Casimiro, gravemente segnato dalla malattia, si unì a una campagna militare in Ungheria contro Giovanni Zapolya. Poiché anche suo fratello Giorgio il Pio si unì, Casimiro tornò a nominare uno statolder per i loro possedimenti in Franconia. Nel luglio 1527 raggiunse al confine ungherese. I forti sul Danubio si arresero a lui, e si trasferì a Buda. Il 21 settembre 1527 morì di dissenteria, alla presenza del fratello Giorgio e del re Ferdinando, al quale affidò le cure del figlio di cinque anni, Alberto Alcibiade. Suo fratello Giorgio assunse la reggenza del Brandeburgo-Kulmbach fino a che Alberto Alcibiade raggiunse la maggiore età nel 1541.

## Ascendenza
|                                   |                       |                                | Genitori                            |  |  | Nonni |  |  | Bisnonni                  |  |  | Trisnonni                |  |
|                                   |                       |                                |                                     |  |  |       |  |  | Federico I di Brandeburgo |  |  | Federico V di Norimberga |  |
|                                   |                       |                                |                                     |  |  |       |  |  | Federico I di Brandeburgo |  |  | Federico V di Norimberga |  |
|                                   |                       | Elisabetta di Meißen           |                                     |  |  |       |  |  | Federico I di Brandeburgo |  |  |                          |  |
| Alberto III di Brandeburgo        |                       |                                |                                     |  |  |       |  |  | Federico I di Brandeburgo |  |  |                          |  |
|                                   |                       | Elisabetta di Baviera-Landshut | Federico di Baviera-Landshut        |  |  |       |  |  |                           |  |  |                          |  |
|                                   |                       | Elisabetta di Baviera-Landshut | Federico di Baviera-Landshut        |  |  |       |  |  |                           |  |  |                          |  |
|                                   |                       | Elisabetta di Baviera-Landshut | Maddalena Visconti                  |  |  |       |  |  |                           |  |  |                          |  |
| Federico I di Brandeburgo-Ansbach |                       | Elisabetta di Baviera-Landshut |                                     |  |  |       |  |  |                           |  |  |                          |  |
|                                   |                       | Federico II di Sassonia        | Federico I di Sassonia              |  |  |       |  |  |                           |  |  |                          |  |
|                                   |                       | Federico II di Sassonia        | Federico I di Sassonia              |  |  |       |  |  |                           |  |  |                          |  |
|                                   |                       | Federico II di Sassonia        | Caterina di Brunswick-Lüneburg      |  |  |       |  |  |                           |  |  |                          |  |
| Anna di Sassonia                  |                       | Federico II di Sassonia        |                                     |  |  |       |  |  |                           |  |  |                          |  |
|                                   |                       | Margherita d'Austria           | Ernesto I d'Asburgo                 |  |  |       |  |  |                           |  |  |                          |  |
|                                   |                       | Margherita d'Austria           | Ernesto I d'Asburgo                 |  |  |       |  |  |                           |  |  |                          |  |
|                                   |                       | Margherita d'Austria           | Cimburga di Masovia                 |  |  |       |  |  |                           |  |  |                          |  |
| Casimiro di Brandeburgo-Bayreuth  |                       | Margherita d'Austria           |                                     |  |  |       |  |  |                           |  |  |                          |  |
|                                   | Ladislao II Jagellone | Algirdas di Lituania           |                                     |  |  |       |  |  |                           |  |  |                          |  |
|                                   | Ladislao II Jagellone | Algirdas di Lituania           |                                     |  |  |       |  |  |                           |  |  |                          |  |
|                                   | Ladislao II Jagellone | Uliana di Tver'                |                                     |  |  |       |  |  |                           |  |  |                          |  |
| Casimiro IV di Polonia            | Ladislao II Jagellone |                                |                                     |  |  |       |  |  |                           |  |  |                          |  |
|                                   |                       | Sofia Alšėniškė                | Andrea Olshanski                    |  |  |       |  |  |                           |  |  |                          |  |
|                                   |                       | Sofia Alšėniškė                | Andrea Olshanski                    |  |  |       |  |  |                           |  |  |                          |  |
|                                   |                       | Sofia Alšėniškė                | Aleksandra Drucka                   |  |  |       |  |  |                           |  |  |                          |  |
| Sofia di Polonia                  |                       | Sofia Alšėniškė                |                                     |  |  |       |  |  |                           |  |  |                          |  |
|                                   |                       | Alberto II d'Asburgo           | Alberto IV d'Asburgo                |  |  |       |  |  |                           |  |  |                          |  |
|                                   |                       | Alberto II d'Asburgo           | Alberto IV d'Asburgo                |  |  |       |  |  |                           |  |  |                          |  |
|                                   |                       | Alberto II d'Asburgo           | Giovanna Sofia di Baviera-Straubing |  |  |       |  |  |                           |  |  |                          |  |
| Elisabetta d'Asburgo              |                       | Alberto II d'Asburgo           |                                     |  |  |       |  |  |                           |  |  |                          |  |
|                                   |                       | Elisabetta di Lussemburgo      | Sigismondo di Lussemburgo           |  |  |       |  |  |                           |  |  |                          |  |
|                                   |                       | Elisabetta di Lussemburgo      | Sigismondo di Lussemburgo           |  |  |       |  |  |                           |  |  |                          |  |
|                                   |                       | Elisabetta di Lussemburgo      | Barbara di Cilli                    |  |  |       |  |  |                           |  |  |                          |  |
|                                   |                       | Elisabetta di Lussemburgo      |                                     |  |  |       |  |  |                           |  |  |                          |  |